# Algaida
Algaida – gmina w Hiszpanii, w prowincji Baleary, we wspólnocie autonomicznej Balearów, o powierzchni 89,78 km². W 2011 roku gmina liczyła 5367 mieszkańców.